# Малешево
Мале́шево (болг. Малешевска планина) — гірський масив на південному заході Болгарії та сході Північної Македонії. Частина Осоговсько-Беласицької гірської гряди. Найвищою точкою є Ільов-Врих (1803 метри).
Загальна площа — 497 квадратних кілометрів. Тваринний і рослинний світ вирізняються значним різноманіттям.
Тут знаходяться болгарські села: Крупник, Сушиця, Горішня Брезниця, Сливниця, Горішня Крушиця, Вракуповиця, Камениця, Гореме, Горішня Рибниця, Кирпелево, Клепало, Цапарево, Мікрево, Раздол, Драката, Добрі-Лакі, Колібіте, Седелец, Велюштец, Палат, Махалата, Вилково, Нікудін, Іграліште, Кристілці, Струма, Лебниця.
| Болгарія | Це незавершена стаття з географії Болгарії. Ви можете допомогти проєкту, виправивши або дописавши її. |

| Північна Македонія | Це незавершена стаття з географії Північної Македонії. Ви можете допомогти проєкту, виправивши або дописавши її. |

1. ↑  GeoNames — 2005.